# Підвинянська сільська рада
| Підвинянська сільська рада — орган місцевого самоврядування у Рогатинському районі Івано-Франківської області з адміністративним центром у с. Підвиння. Історична дата утворення: в 1979 році. Сільській раді підпорядковані населені пункти: - с. Підвиння - с. Кутці - с-ще Лісова - с. Перенівка |

## Склад ради
Рада складається з 15 депутатів та голови.

### Керівний склад ради
| ПІБ                     | Основні відомості                                                               | Дата обрання | Дата звільнення |
| ----------------------- | ------------------------------------------------------------------------------- | ------------ | --------------- |
| Вергун Ярослав Іванович | Сільський голова, 1964 року народження, освіта, безпартійний                    | 26.03.2006   | 31.10.2010      |
| Вергун Ярослав Іванович | Сільський голова, 1964 року народження, освіта середня спеціальна, безпартійний | 31.10.2010   |                 |

Примітка: таблиця складена за даними джерела